# Dios mío, ¿pero qué te hemos hecho?
Dios mío, ¿pero qué te hemos hecho? (en francés Qu'est-ce qu'on a fait au Bon Dieu?) es una película francesa de comedia dirigida por Philippe de Chauveron, rodada en 2013 y estrenada el 16 de abril de 2014.

## Argumento
Claude Verneuil, un notario gaullista, y su esposa Marie, son burgueses católicos residentes en Chinon, Francia, y padres de cuatro hijas: Isabelle, Odile, Ségolène y Laure. Las tres primeras hijas se han casado con descendientes de inmigrantes en Francia y de diferentes orígenes étnicos y religiones: Isabelle, abogada, está casada con Rachid Ben Assem, musulmán y también abogado. Odile, dentista, está casada con David Benichou, un empresario actualmente desempleado y judío sefardí. Ségolène, quien es artista plástica, está casada con Chao Ling, un banquero chino y budista.

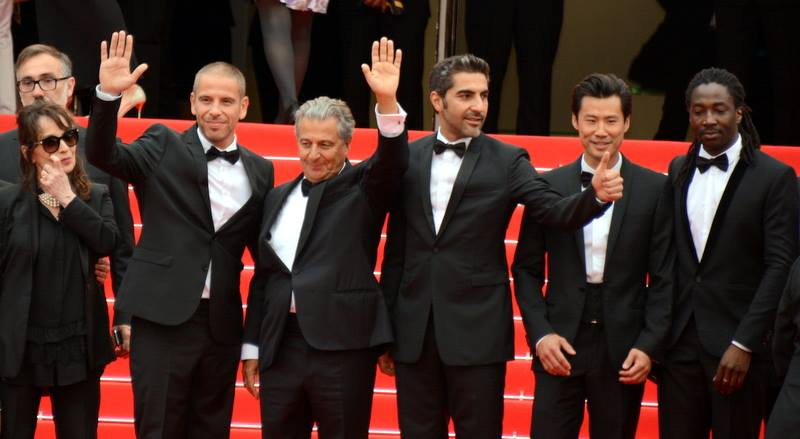
El elenco de la película en el Festival de Cannes 2014.

La pareja Verneuil, en las reuniones familiares, hace sonrisas forzadas a sus yernos, luchando para ocultar su racismo, especialmente el marido, Claude. Dichas citas se ven empañadas por comentarios con tópicos y chistes acerca de extranjeros que suele hacer Claude, por lo que Rachid, David y Chao no escatiman en respuestas ácidas, que se convierten en peleas irónicas e insultos entre ellos.
Los Verneuil, desesperados, ponen toda su confianza en la más joven, Laure, también abogada, para que finalmente traiga a casa a un hombre católico. Incluso organizan una reunión con un hombre caucásico y rico de una familia burguesa de la región y que trabaja en el sector de finanzas en Estados Unidos. Pero lo que ellos no saben es que Laure ya tiene novio y con intención de casarse. Cuando anuncia a sus padres que su novio, Charles Koffi, es católico y encantador, éstos incluso aceptan que de profesión sea actor. Pero, en la primera reunión, descubren aturdidos que Charles es negro y proveniente de Costa de Marfil. Poco después, los padres de las familias Verneuil y Koffi tienen un encuentro por videoconferencia, donde resulta que el padre de Charles, André, es un exmilitar del ejército colonial francés, rígido, intolerante y resentido con la colonización blanca en África.

## Reparto
- Christian Clavier: Claude Verneuil
- Chantal Lauby: Marie Verneuil
- Émilie Caen: Ségolène Ling-Verneuil
- Frédéric Chau: Chao Ling
- Frédérique Bel: Isabelle Ben Assem-Verneuil
- Medi Sadoun: Rachid Ben Assem
- Julia Piaton: Odile Benichou-Verneuil
- Ary Abittan: David Benichou
- Élodie Fontan: Laure Koffi-Verneuil
- Noom Diawara: Charles Koffi
- Élie Semoun: el psicólogo
- Pascal Nzonzi: André Koffi, padre de Charles.

## Secuelas
En 2019 se estrenó la segunda parte llamada Dios mío, ¿pero qué te hemos hecho... ahora?
En abril de 2022 se estrenó la tercera parte llamada Dios mío, ¿pero qué nos has hecho?